# Квіткоїд молуцький
Квіткоїд молуцький (Dicaeum vulneratum) — вид горобцеподібних птахів родини квіткоїдових (Dicaeidae).

## Поширення
Ендемік Індонезії. Поширений на островах Серам, Амбон та прилеглих дрібних островах.
Його природними місцями проживання є субтропічні або тропічні вологі низовинні ліси і субтропічні або тропічні вологі гірські ліси.

## Опис
Тіло сягає завдовжки 8,5 см, вага 7-8 г.